# 24 heures
24 heures è un quotidiano diffuso nel Canton Vaud, con sede a Losanna edito dal gruppo Edipresse. È il primo giornale della Svizzera Romanda per tiratura. Condivide alcuni contenuti con La Tribune de Genève, giornale del Gruppo Edipresse dedicato al Canton Ginevra. Non ha un'identità politica definita, seppur sia leggermente orientato a sinistra.
Spesso il giornale è soprannominato La Julie e La Feuille.

## Edizioni regionali
Dal febbraio del 2005 sono nate quattro redazioni locali, per analizzare e diffondere le notizie del territorio del Canton Vaud. Queste sono:
- Nord Vaudois - Broye
- Riviera Chablais
- La Côte
- Lausanne

## Storia
- 1762: Fondazione del Feuille d'avis de Lausanne.
- 1872: Pubblicazione quotidiana del giornale.
- 1972: Il giornale cambia nome in 24 Heures.
- 2005: Divisione del giornale in quattro edizioni regionali.